# Methóni
« Modon » redirige ici. Pour les autres significations, voir Modon (homonymie) et Méthone.
Methóni (en grec moderne : Μεθώνη, anciennement Méthone ou Modon) est une ville grecque de Messénie, dans le Péloponnèse, appartenant depuis 2010 à la municipalité de Pylos-Nestor. Methóni est située à 11 km au sud de Pylos et à 11 km à l'ouest de Foinikoúnta. L'unité municipale de Methóni comprend les villages voisins de Grizokampos, Foinikoúnta, Foiniki, Lachanada, Varakes, Kainourgio Chorio, Kamaria, Evangelismos. Au sud, se trouvent les îles Œnusses composées de Sapientza, Schiza (anciennement Cabrera) et Aghia Marina; elles forment une protection naturelle pour le port de Methóni. La ville est également connue sous son nom historique de Modon, appelée ainsi par les Vénitiens.
Son économie est dominée par l'agriculture et le tourisme. De nombreux touristes y viennent l’été pour ses plages (dont Tapia, Kokkinia et Kritika), ses tavernes et son château historique.

## Histoire

### Antiquité
Methóni a été identifiée comme la ville de Pédase, qu'Homère mentionne dans l'Iliade sous le qualificatif d'«ampeloessa» (Πήδασον ἀμπελόεσσαν, Pédase avec ses vignobles), comme la dernière des sept villes bien peuplées qu'Agamemnon offre à Achille afin de maîtriser sa rage (ἑπτὰ δέ οἱ δώσω εὖ ναιόμενα πτολίεθρα).
Pausanias le Périégète connaissait la ville sous le nom de Mothone, du nom de la fille d'Œneus ou du rocher Mothon, qui protège le port. Il y mentionne un temple consacré à Athéna Anémotis et l'ensemble des îles Œnusses qui protègent le port de Methóni de la mer agitée. Avec le reste de la Messénie, la ville obtient son indépendance de Sparte en 369 av. J.-C, après la victoire du général Thébain Épaminondas à la bataille de Leuctres (en 371 av. J.-C).
Le 21 juillet 365 apr. J.-C., Methóni est probablement ravagée par un tsunami causé par un violent séisme survenu au sud de la Crète, qui charrie des navires à l'intérieur des terres.

### Moyen Âge
Modon étant située sur la route vers leurs marchés d'Orient, les Vénitiens s'y intéressent dès le XIIe siècle. En 1125, ils lancent une attaque contre des pirates qui avaient capturé quelques marchands vénitiens et s'installent à Modon. Ils fortifient alors la cité, qui devient un important et prospère centre commercial. La ville devient une étape pour les voyageurs allant de Venise en Terre sainte. Modon et sa voisine Coron sont alors surnommées « les yeux de la république ».
Malgré la conquête du despotat de Morée par les Ottomans en 1460, les Vénitiens conservent leurs possessions. En 1499, une nouvelle guerre éclate entre Venise et l'empire ottoman : au printemps, le sultan Bayezid II assiège Modon. Une flotte vénitienne, commandée par Grimani, se porte au secours de la ville, mais l'amiral vénitien refuse le combat avec une flotte turque venue débarquer des renforts de troupes. Modon tombe le 9 août 1500. La ville est incendiée, l'évêque tué, les hommes décapités, les femmes et les enfants réduits en esclavage.
Les Vénitiens reprennent la ville sous Francesco Morosini, durant la Grande guerre turque des années 1680. Cette seconde période vénitienne ne dure toutefois pas longtemps, puisque les Turcs la reprennent en 1715. Le déclin de la ville sera complet durant la seconde période turque, le commerce s'essoufflant considérablement.

### Époque moderne

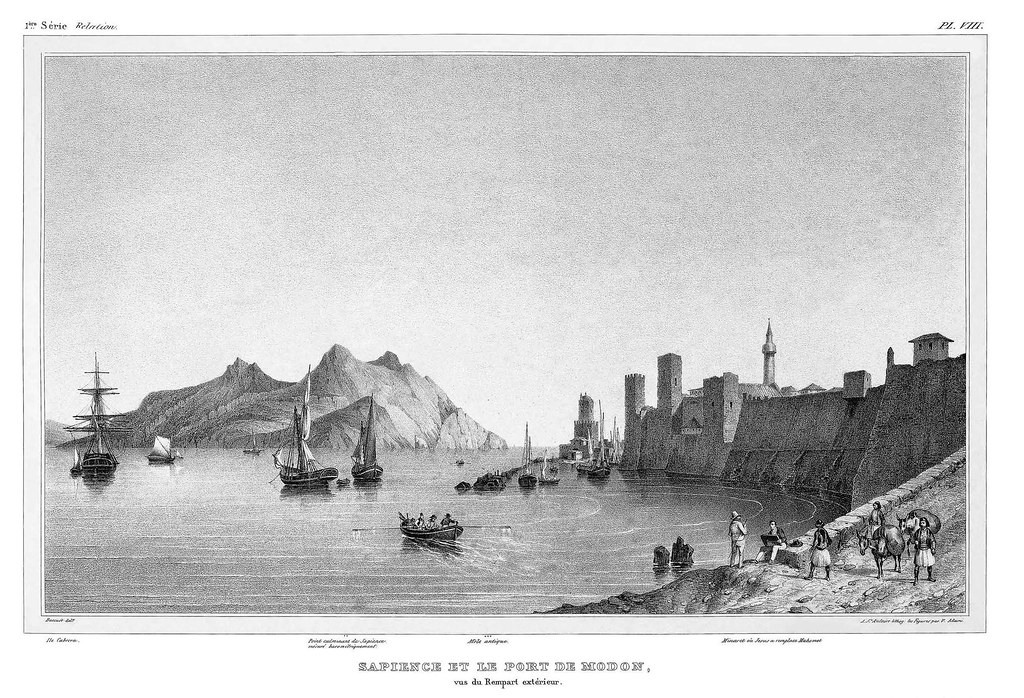
La forteresse de Methóni en 1829 (par Prosper Baccuet).

Sous la période de domination ottomane et quelques années avant la guerre d'indépendance grecque, le 10 août 1806, François-René de Chateaubriand débarque de France à Modon pour faire son grand tour de la Grèce et du Moyen-Orient, qu'il relate en 1811 dans son Itinéraire de Paris à Jérusalem.
Durant la guerre d'indépendance grecque, Andréas Miaoulis s'illustre ici en détruisant le 12 mai 1825 une vingtaine de navires de la flotte égyptienne d'Ibrahim Pacha à l'aide de ses brûlots, en prélude de la bataille de Navarin deux ans plus tard.

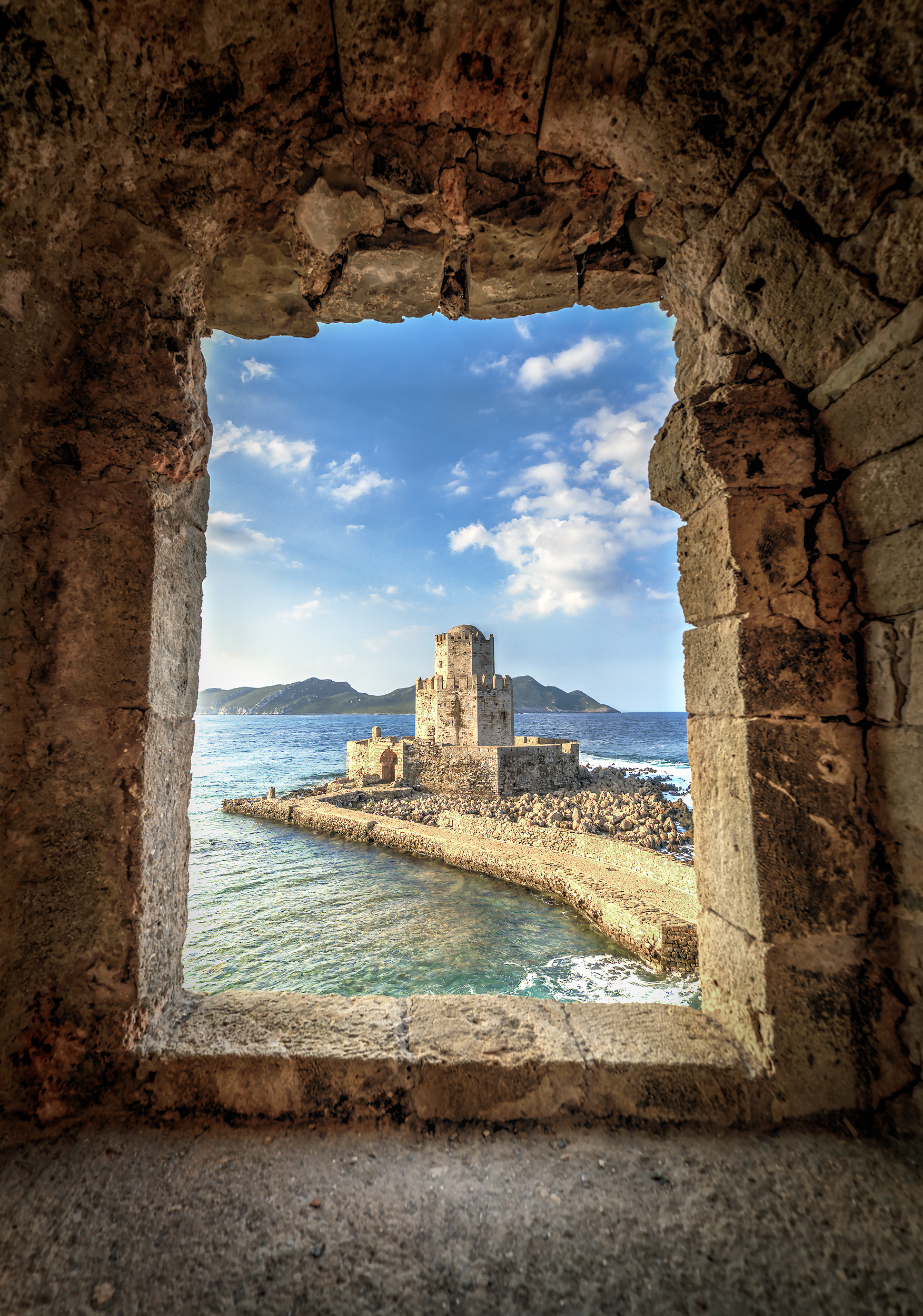
Vue du fortin (bourtzi) à travers les remparts.

Entre 1828 et 1833, la forteresse de Modon sert de quartier général aux troupes de l’armée française de l’expédition de Morée, commandées par le général Nicolas-Joseph Maison, Maréchal de France, envoyées par Charles X dans le Péloponnèse lors de la guerre d'indépendance grecque, afin de libérer la région des forces d'occupation turco-égyptiennes d'Ibrahim Pacha,,. Cette expédition militaire est également accompagnée d'une expédition scientifique mandatée par l'Institut de France, dirigée par le colonel et naturaliste du Muséum d'Histoire Naturelle Jean-Baptiste Bory de Saint-Vincent et dont fait partie le jeune Edgar Quinet. Beaucoup d'entre eux, militaires, médecins et scientifiques laissent de nombreuses descriptions précises de Methóni et de sa région,,. 
Le château de Methóni conserve aujourd'hui, dans un état satisfaisant, ses fortifications qui sont très impressionnantes : le grand mur d'enceinte d'environ 3 km de longueur, ses tours, ses bastions, ses courtines, la plate-forme d'artillerie et le grand fossé qui sépare la partie nord des fortifications de la terre, le reste du château étant entouré et protégé par la mer. Le plus intéressant monument resté dans la citadelle est une colonne de granite rose, avec un chapiteau gothique surmonté d'une plaque sculptée, improprement appelée colonne de Morosini. La ville située à l’intérieur des remparts n'existe plus aujourd'hui.

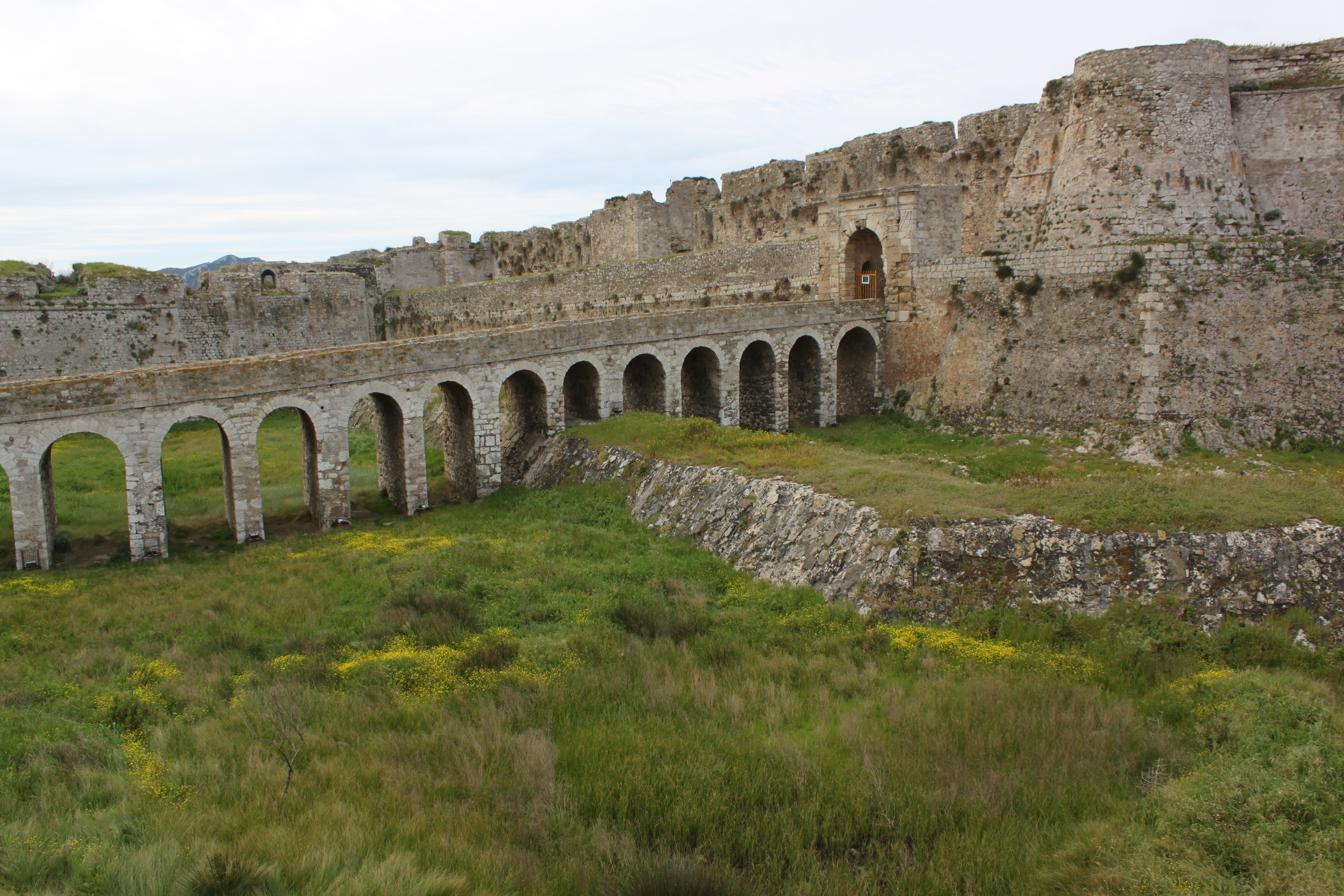
Entrée du château de Methóni.
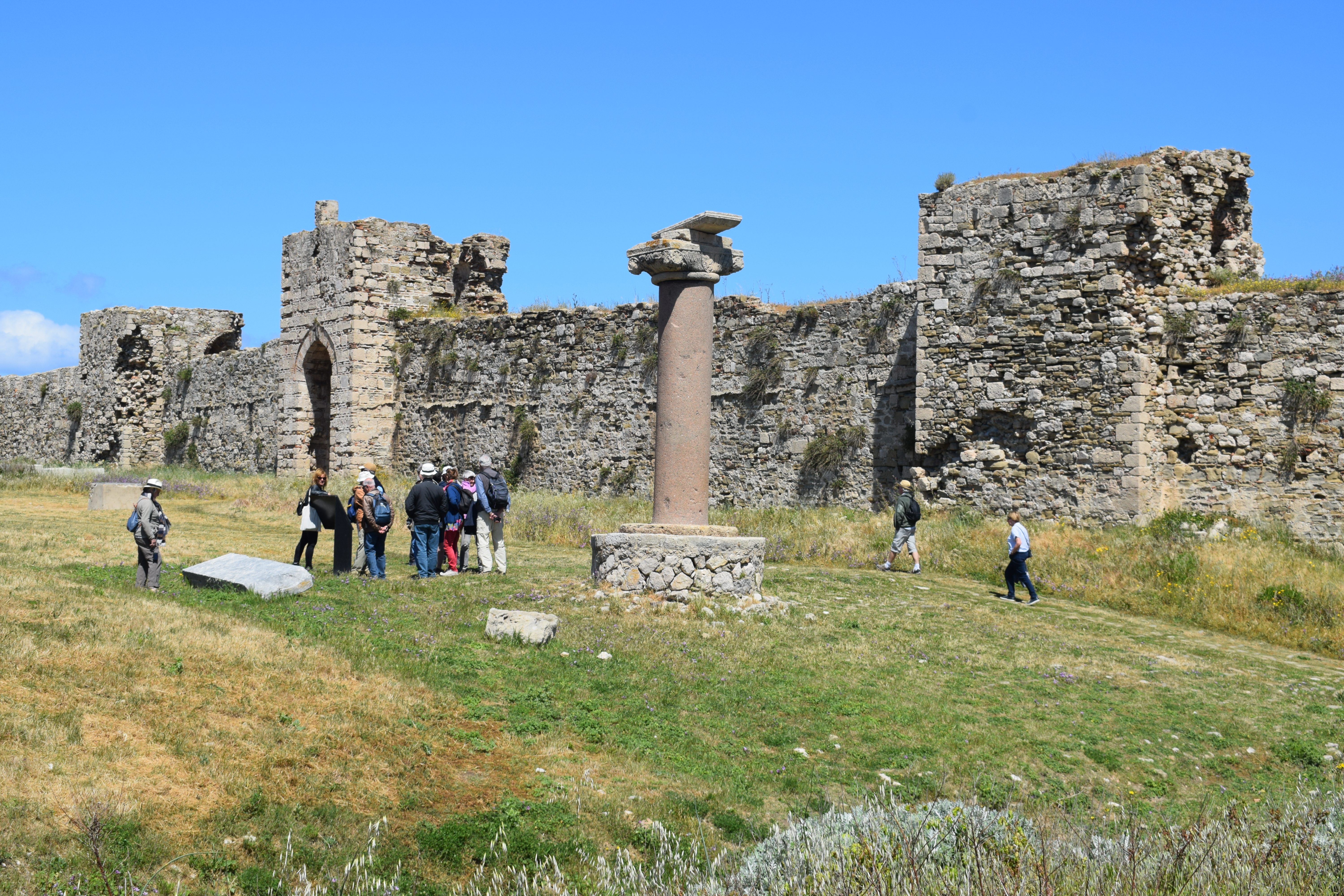
Colonne de granite rose à l'intérieur du château.
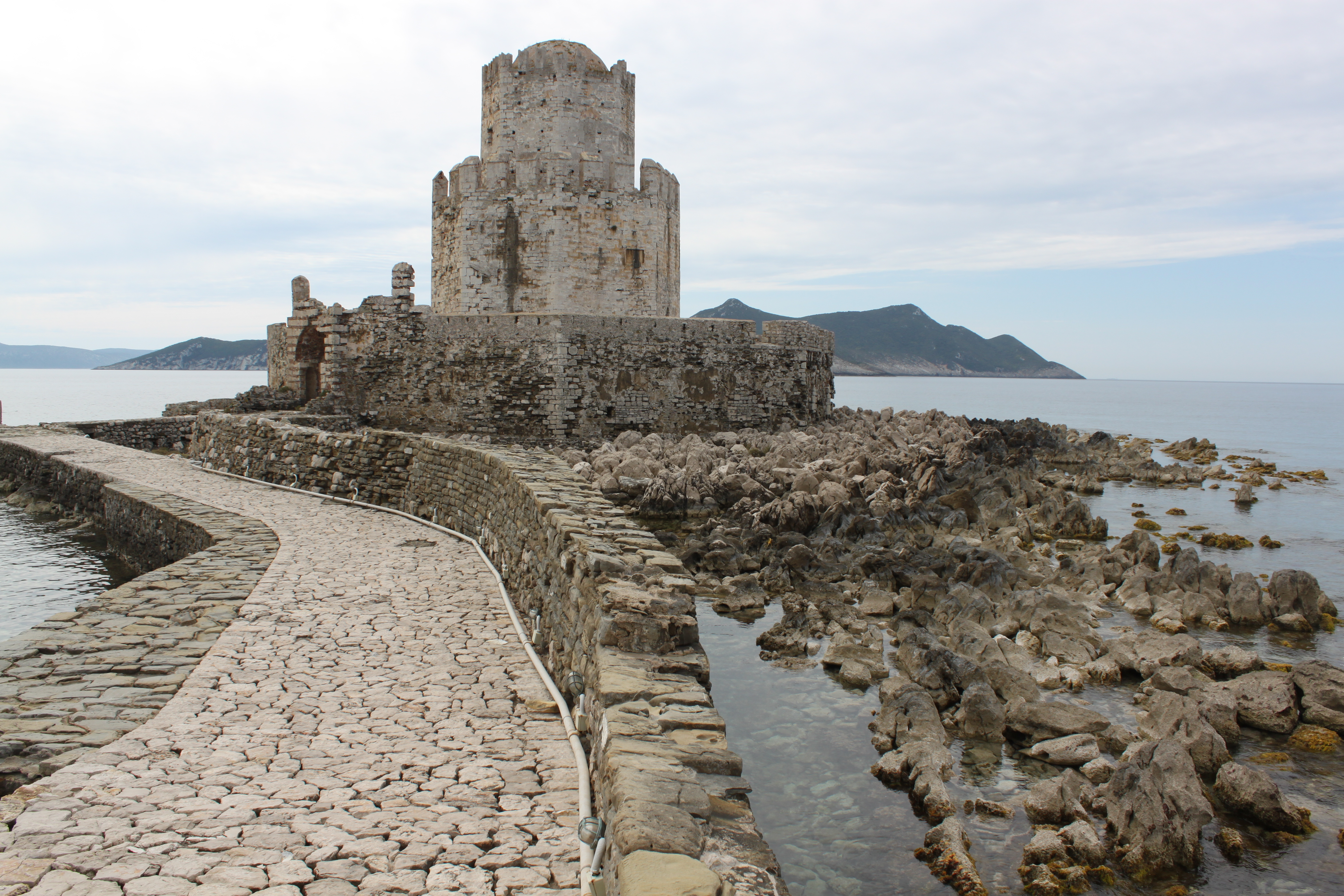
Fortin du château à l'extrémité sud.
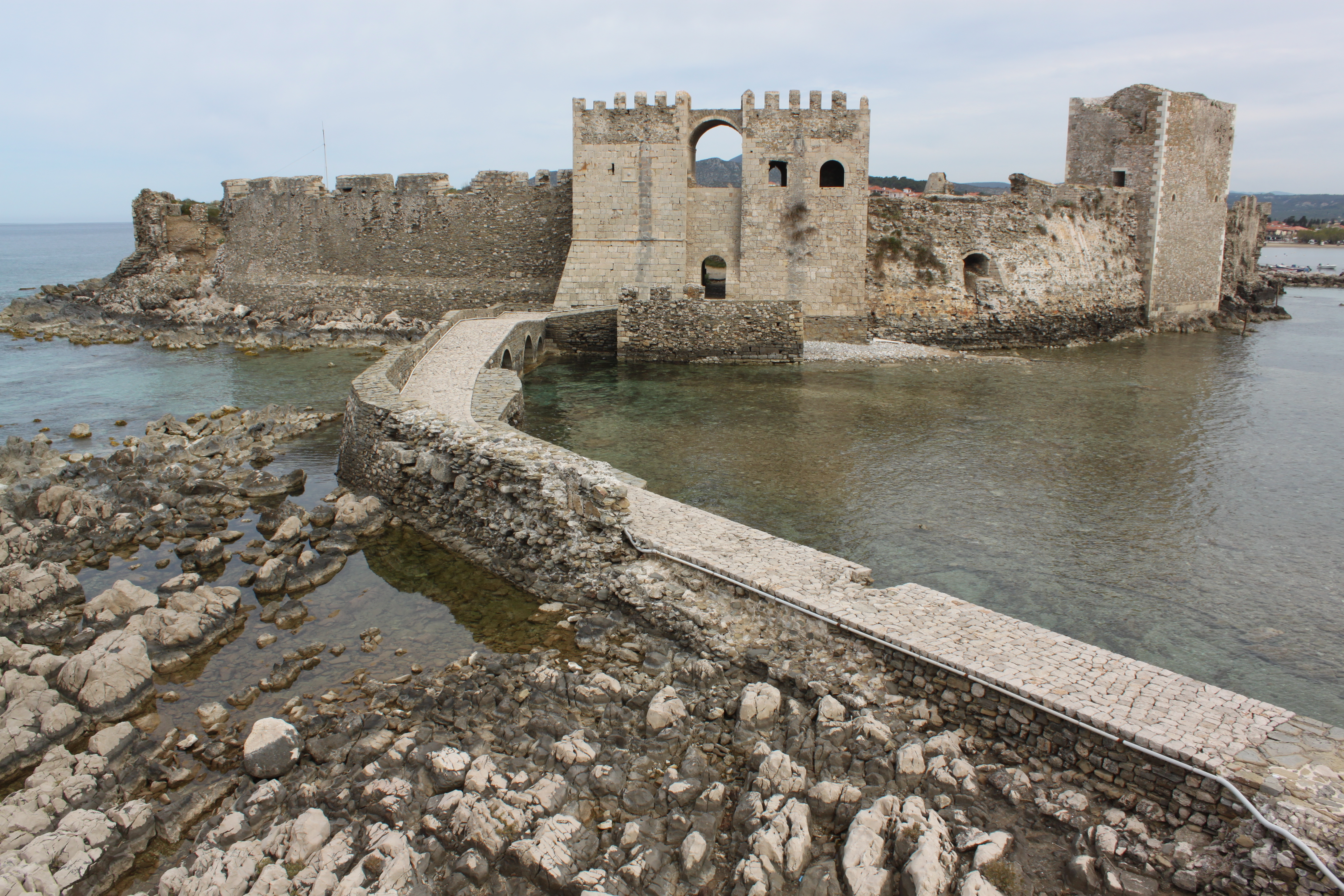
Vue des remparts sud du château depuis le fortin.